# O Direito à Preguiça
O Direito à Preguiça (em francês:  Le Droit à la Paresse) é um panfleto político escrito por Paul Lafargue que polemiza com as visões liberais, conservadores e até marxistas do trabalho. Foi publicado no jornal socialista L'Égalité em 1880.
À época, em Paris, a jornada de trabalho superavam as 12 horas diárias (por vezes estendendo-se até 17 horas). Tal coisa ocorria pois seguia-se a doutrina que dizia que o trabalho era algo dignificante e benéfico.
O panfleto é polêmico, pois discute um pecado capital como direito, escolhido de forma propositada como forma de discutir a dominação através da religião, assumindo o trabalhador como uma figura ligada a Deus. Contra essa convicção muito difundida por diversos escritores, Lafargue denuncia a "santificação" do trabalho debochando dele como um "dogma desastroso".